# Picton Road
Die Picton Road ist eine Hauptverbindungsstraße im Osten des australischen Bundesstaates New South Wales. Sie verbindet den Remembrance Drive in Picton mit dem Princes Highway in Wollongong.

## Verlauf
In Picton zweigt die Straße vom Remembrance Drive (S89) nach Südosten ab und überquert den Nepean River. Bald darauf kreuzt die Straße den Hume Highway (N31) und führt ihren Weg entlang des Cordeaux River und der Cordeaux-Stausees nach Südosten fort.
Am Mount Keira biegt die Picton Road  scharf nach Norden am und erreicht gleich darauf den Southern Freeway (R1). Mit ihm zusammen führt sie nach Wollongong, wo sie am Princes Highway (S60) endet.

## Unfälle
Die Picton Road ist zwischen Picton und dem Southern Freeway als sehr gefährlich bekannt. Viele  tödliche Unfälle sind auf menschliches Versagen der Fahrer zurückzuführen.